# دورافتاده (فیلم ۲۰۱۹)
دورافتاده یا سویدهارت (به انگلیسی: Sweetheart) یک فیلم بقا و دلهره‌آور آمریکایی به کارگردانی و نویسندگی جی. دی. دیلارد با بازی کرسی کلمونس، اموری کوئن و هانا مانگان لاورنس است، که اولین نمایش جهانی خود را در جشنواره فیلم ساندنس در ۲۸ ژانویه ۲۰۱۹ انجام داد. در ۲۲ اکتبر ۲۰۱۹ توسط یونیورسال پیکچرز برای سرویس‌های استریم و درخواستی منتشر شد.

## داستان
این فیلم داستان فردی را روایت می‌کند که در جزیره‌ای دورافتاده غوطه‌ور می‌شود و در حالی که توسط یک هیولای دریایی انسان‌نما تحت تعقیب قرار می‌گیرد، باید در آنجا زنده بماند.

## تولید
این فیلم در کمتر از یک ماه در جزیره‌ای کوچک و خصوصی در جنوب اقیانوس آرام، در جزایر مامانوکا، فیجی فیلمبرداری شد.